# Maze (forme)
Pour les articles homonymes, voir Maze.
 (mars 2023).
Si vous disposez d'ouvrages ou d'articles de référence ou si vous connaissez des sites web de qualité traitant du thème abordé ici, merci de compléter l'article en donnant les références utiles à sa vérifiabilité et en les liant à la section « Notes et références ».

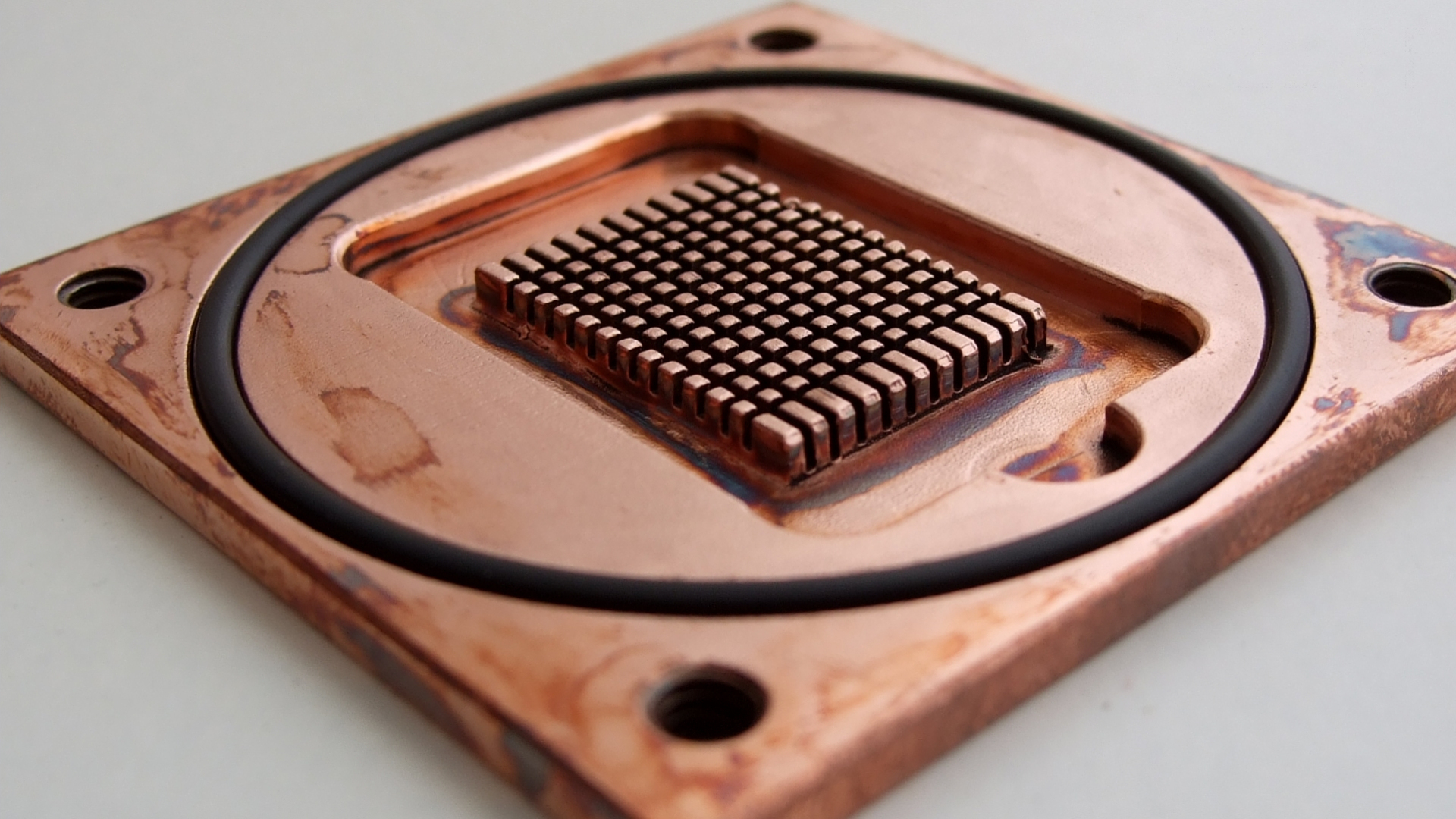
Vue du maze du fond d'un waterblock.

Dans le domaine du refroidissement d'ordinateur, le maze (labyrinthe en anglais) est une forme usinée à l'intérieur de certains waterblocks. Ce sont de petits picots dépassant du fond du waterblock, ils se situent donc sur la trajectoire du liquide qui le traverse.
Dans le cas d'un système de watercooling par exemple, la présence de ces picots offre une plus grande surface de contact entre l'eau et le fond du waterblock, et donc un meilleur transfert thermique. Les picots peuvent avoir une forme cubique simple, ou une section en losange, par exemple, pour permettre un bon transfert thermique tout en gênant le moins possible le flux.